# Die Vampirschwestern 2 – Fledermäuse im Bauch
Die Vampirschwestern 2 – Fledermäuse im Bauch (no Brasil, As Irmãs Vampiras 2: O Amor Floresce) é um filme infanto-juvenil de fantasia e comédia alemão dirigido por Wolfgang Groos que teve sua estreia em 2014. Foi baseado no romance série de Franziska Gehm. O filme é a sequência de As Irmãs Vampiras de 2012.

## Sinopse
As duas irmãs vampiras Dakaria (Laura Roge) e Silvânia (Marta Martin) se instalaram bem na província alemã e fez novos amigos. As férias de verão estão chegando, finalmente é hora para um acampamento de férias com Ludo (Jonas Holdenrieder), Helene (Jamie Bick) e Jakob (Jeremias Meyer). Mas quando Dakaria descobre que sua banda favorita Krypton Krax estará em turnê na Alemanha, este plano é rapidamente esquecido.